# 3I/ATLAS

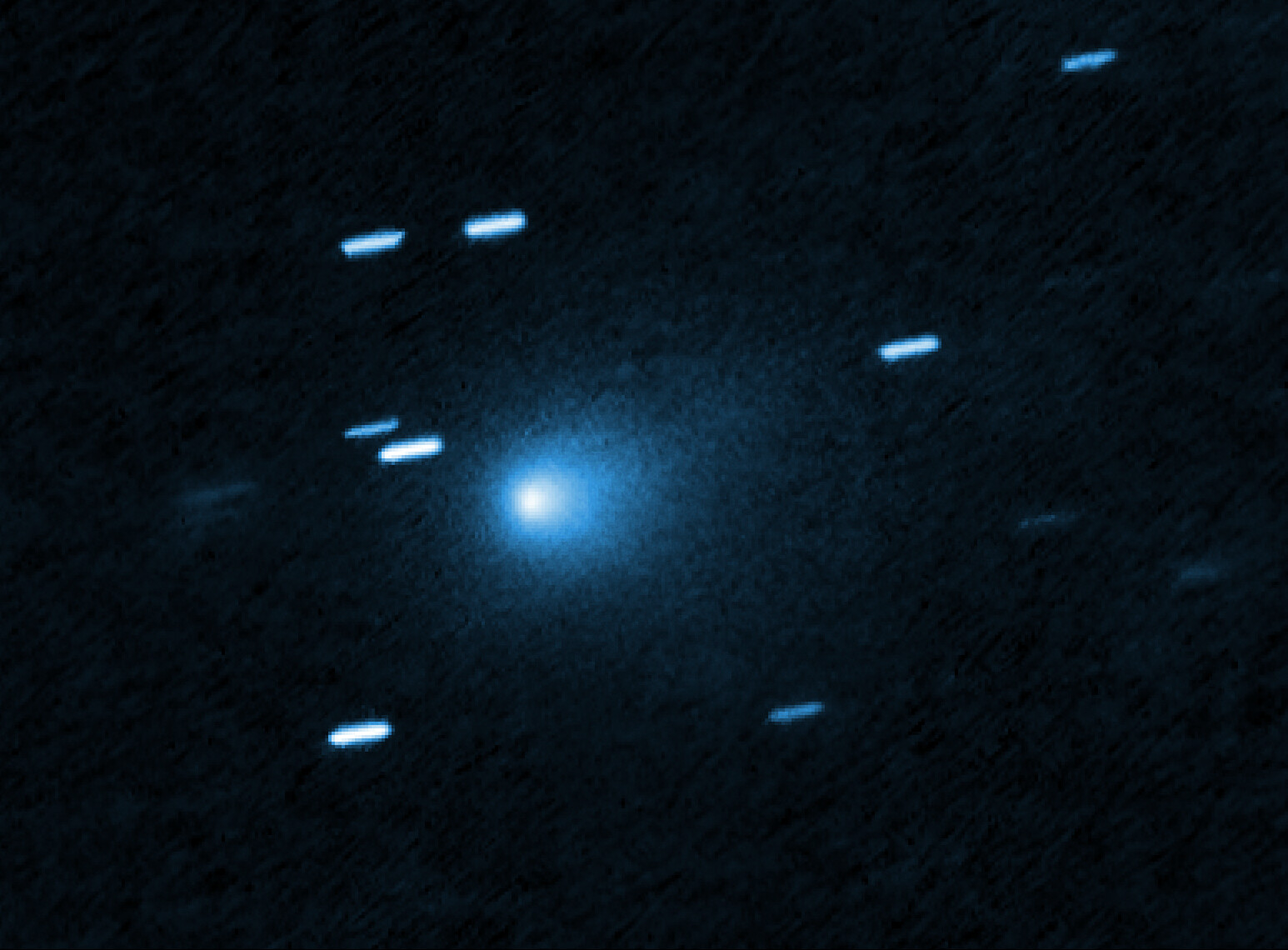
De komeet waargenomen met ruimtetelescoop Hubble op 7 augustus 2025

3I/ATLAS, ook wel bekend als C/2025 N1 (ATLAS) (voorheen A11pl3Z), is een op 1 juli 2025 ontdekt interstellair object. De komeet is door het Asteroid Terrestrial-impact Last Alert System
in Río Hurtado in Chili ontdekt. De komeet bevond zich toen op een afstand van 4,5 AE van de zon en had toen schijnbare magnitude 17,8. Het is ook teruggevonden op foto's van 22 mei 2025. Het object volgt een hyperbolische baan rond de zon. 3I/ATLAS is het derde bevestigde interstellaire object dat door het zonnestelsel passeert na 1I/ʻOumuamua en 2I/Borisov.
3I/ATLAS naderde het zonnestelsel uit de richting van het sterrenbeeld Boogschutter. De kleinste afstand tot de zon (1,357 AE; perihelium) zal bereikt worden op 29 oktober 2025. Het zal het zonnestelsel verlaten in de richting van de grens tussen de sterrenbeelden Tweelingen en Orion.
Volgens onderzoekers van de Universiteit van Oxford zou 3I/ATLAS wel 3 miljard jaar ouder kunnen zijn dan ons eigen zonnestelsel. Het object zou afkomstig zijn van een ster in de dikke schijf van het Melkwegstelsel.

## Speculaties over buitenaardse technologie
In een wetenschappelijk artikel stelden drie onderzoekers, waaronder de Harvard-astronoom Avi Loeb, dat het interstellaire object een aantal afwijkende kenmerken zou vertonen die erop wijzen dat het mogelijk een technologisch artefact zou zijn van een geavanceerde buitenaardse beschaving. Deskundigen hebben echter ernstige twijfels geuit over deze theorie. Ook de drie onderzoekers die dit idee naar voren brachten, waren er zelf niet helemaal van overtuigd.

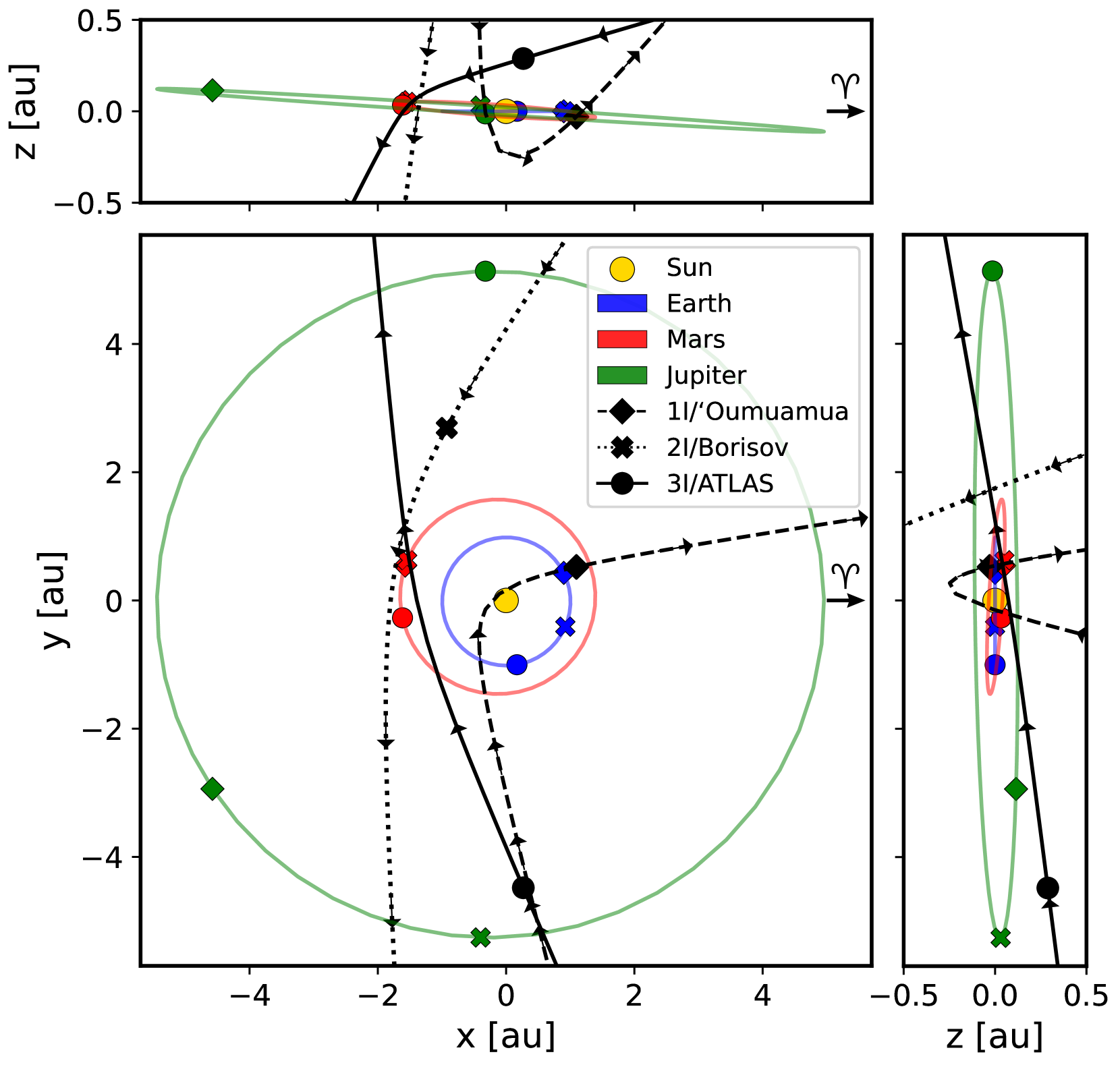
De baan van 3I/ATLAS door het zonnestelsel

1I/ʻOumuamua (2017) · 2I/Borisov (2019) · 3I/ATLAS (2025)